# Битва під Жовтими Водами

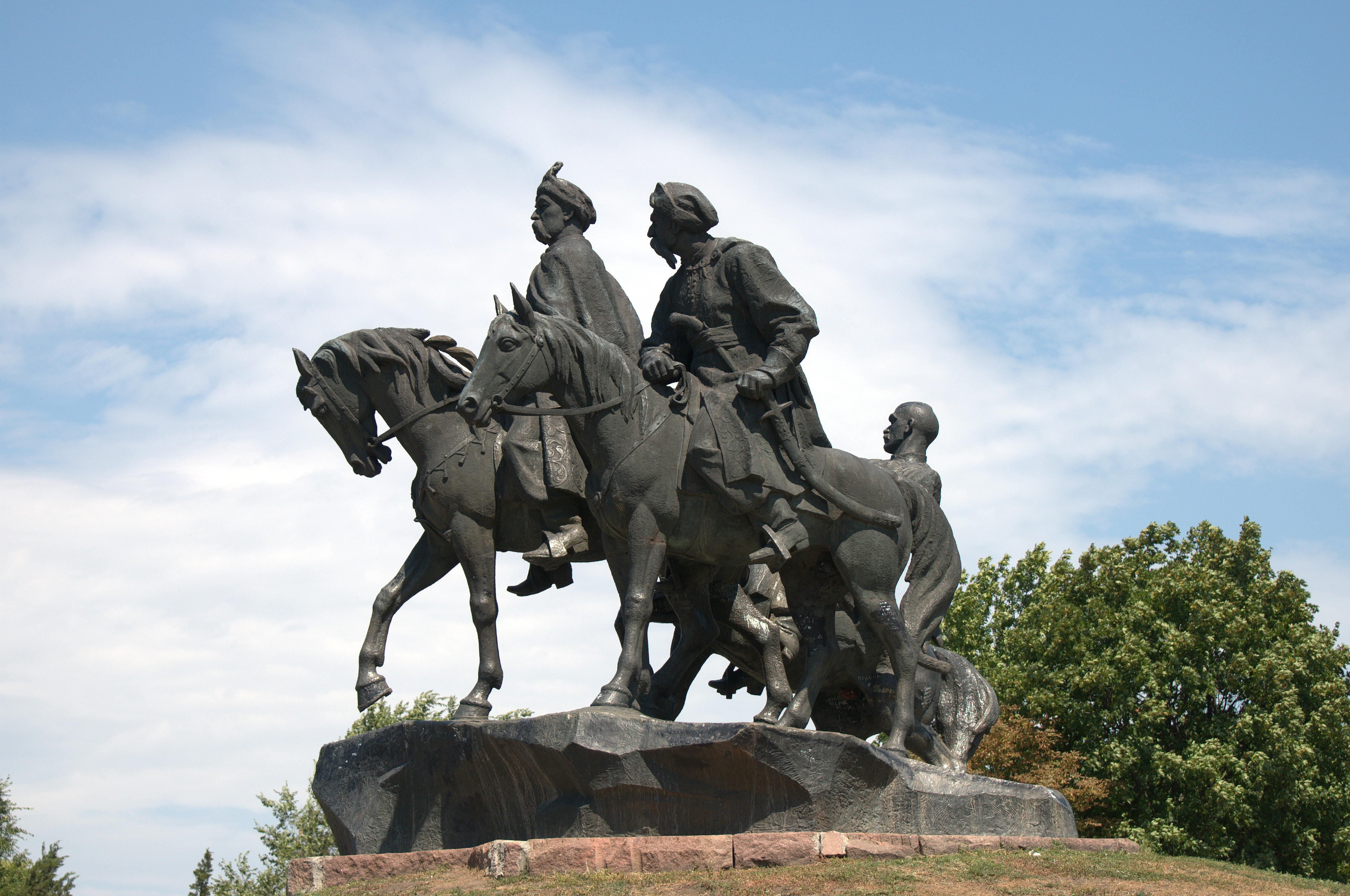
Пам'ятник «Героям Визвольної Війни» під Жовтими Водами.

Би́тва під Жо́втими Во́дами (29 квітня — 16 травня, 1648 року) це найперша битва, яка завершилась перемогою козацько–татарського війська проти Речі Посполитої під час національно–визвольної війни 1648–1657 років. Близько 4–5-титисячне українське козацько–селянське військо під командуванням гетьмана Богдана Хмельницького і 3,000–4,000 кримських татар на чолі із Тугай-Беєм змогли здобути рішучу перемогу проти військ Речі Посполитої, що налічували приблизно 3,500 польських жовнірів, гусарів, панцерників та драгунів під командуванням гетьмана Стефана Потоцького та полководця Стефана Чарнецького, які обидва потрапили до козацько–татарського полону під час битви під містечком Жовті Води Київського воєводства Речі Посполитої.

## Передумови
Покинувши під зиму Чигирин, Хмельницький потайки вирушив на Запорозьку Січ. З ним були: син Тиміш, реєстровий сотник Бурлай, охорона — усіх коло двох десятків кінних. 25 січня запорожці на чолі з Хмельницьким вдало нападають на урядову залогу біля острова Хортиця, більша частина реєстровців перейшла на бік запорожців. Полковник Гурський з драгунами втік до Крилова, втративши понад 30 чоловік убитими. Незабаром Хмельницького обрали гетьманом Війська Запорозького. З Січі новий гетьман звернувся з універсалами до українського народу, закликаючи його повстати проти чужоземних гнобителів. Заручившись підтримкою Османської імперії, в лютому — березні 1648 року у Бахчисараї українські посли уклали угоду з Кримським ханом Іслям-Ґераєм ІІІ про військову допомогу у війні проти Речі Посполитої. 22 квітня Хмельницький вирушив з Січі, з-поміж старшин відомі тоді тільки два: Максим Кривоніс і Михайло Криса. Потоцькі посилали шпигунів-«під'їздів», всі вони не повертались. Про це подбав Тугай-Бей, від них Хмельницький дізнався про переділ війська Речі Посполитої, на дві частини. Одна частина із понад 12,000 людей під проводом 26-річного Стефана Потоцького повинні були розбити 4,000–5,000 тисячне козацьке військо разом із 3,000–4,000. До них повинні були також приєднатися близько 1,500–5,500 реєстрових козаків.
Коли начальники коронного війська, що стояло на Київщині, між Корсунем і Черкасами, гетьмани Миколай Потоцький і Марцін Калиновський дізналися про повстанські задуми Б. Хмельницького, вирішили зразу навесні йти на Запорожжя, задушити бунт у самому зародку, не допускаючи перекидання на всю Україну.
У квітні 1648 року Миколай Потоцький-«Ведмежа лапа» послав на приборкання повстанців військо, яке було поділене на дві частини: 4,000 реєстровців та 1,200 німецьких найманців пересувалися на човнах по Дніпру, а решта загонів пішла суходолом. У повстанців з'явився шанс розгромити ці сили окремо. Такий поділ війська став помилкою польської стратегії, котрою вміло скористався Хмельницький. Частину реєстрових козаків на байдаках Дніпром під проводом полковників Станіслава Кричевського, Вадовського й Гурського та військових осавулів Ілляша Караїмовича й Івана Барабаша, відділ німецької піхоти (насправді навербованої з українців, в обмундируванні та зі зброєю німецького зразка). Вони мали з'єднатися біля Кодака з відділом, який рушив 21 квітня «полем» під проводом гетьманового сина Стефана Потоцького. В цьому відділі була решта реєстровців — майже 2,500 чоловік під проводом комісара Яцека Шемберка, близько 1,500 жовнірів із кварцяного (королівського) війська. Це був авангард, слідом за яким рушило через кілька днів з-під Корсуня й головне військо, в якому було близько 11,000–12,000 людей.
| Іди, — сказав старший Потоцький своєму сину Стефану, — і нехай історія напише тобі славу. |

## Хід битви

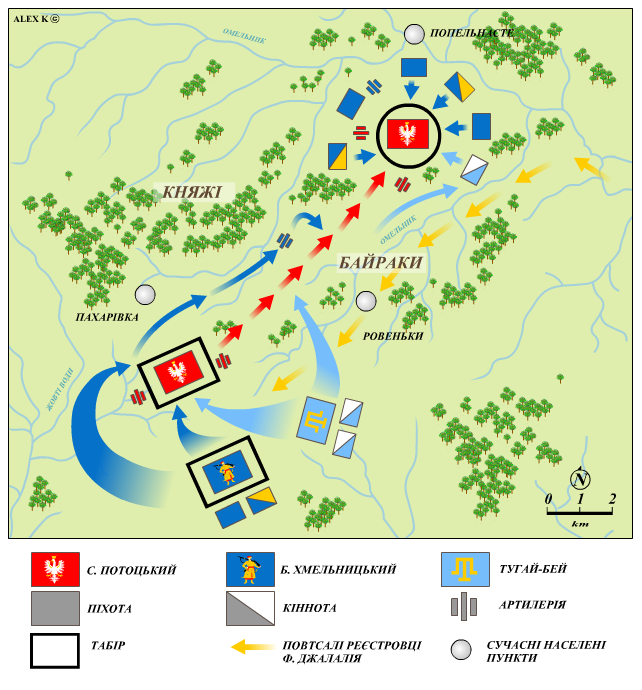
План-схема Жовтоводської битви

Напередодні козацькі розвідники затримали двох жовнірів, полонені розповіли, що Стефан Потоцький з військом перейшов Жовті Води. Богдан Хмельницький швидко вирушив йому назустріч.
29 квітня урядові війська насамперед стали табором, окопавшись.  Потоцький сподівався утримати свої позиції до приходу головних сил. Козаки підійшли під самі шанці Речі Посполитої, підкопалися, підвезли гармати, порох, почали приступ. Коронярі мали сильнішу артилерію, відбили напад запорожців. Розпочалася позиційна боротьба. Повстанці замкнули звідусіль табір Речі Посполитої, почали його обстрілювати та періодично йшли на нього приступом: «день і ніч боротьба з ними була, і по кілька разів на день».
30 квітня 1648 року штурм табору Речі Посполитої розпочався наступом козацькоїпіхоти при підтримці кримської кінноти. Питома вага кримської кінноти у штурмі табору Речі Посполитої була мінімальною, але перебування навколо табору її полків, готових до бою, стримувало проведення контратак кавалерії Речі Посполитої проти наступаючої козацької піхоти. Але поки що козацький штурм не мав успіху. У коронярів на вежах було десять гармат. Хмельницький мав на той час всього три гармати-фальконети малого калібру. Бойові дії 30 квітня — 1 травня 1648 року показали, що такою силою табір Речі Посполитої не здобути.
8 — 9 травня кримська кіннота залишила Жовті Води, пішла в район зосередження на Інгульці (нині північна околиця міста П'ятихатки), де хан збирав усі сили для допомоги Богдану Хмельницькому.
Табір Речі Посполитої залишався в облозі козаків. Богдан Хмельницький знав, що Дніпром проти нього йдуть не самі поляки, а реєстрові козаки, послані ними, тобто такі ж православні козаки, лише зобов'язані службою королю Речі Посполитої. Запорозький воєначальник зважився вплинути на їхні почуття, аби відірвати від урядовиї військ. Богдан Хмельницький відправив один із загонів, щоб залучити на свій бік реєстрових козаків, які рухалися по Дніпру на човнах до Січі. 2 — 3 травня їм було повідомлено про становище урядового війська і запропоновано приєднатися до повстанського війська для спільної боротьби за відновлення козацьких прав та вольностей. Богдан Хмельницький зумів пробудити у реєстрових козаків таку ненависть до ворога, що вони повстали, ледь прийшовши до Кам'яного Затону, перебили своїх начальників Івана Барабаша, Вадовського, Ілляша Караїмовича та інших (полковнику Кричевському — як особистому другу Хмельницького — зберегли життя і свободу), вибрали наказним гетьманом Филона Джалалія. 4 травня 1648 року реєстрове військо неподалік Микитинської Січі оголосило себе частиною армії Хмельницького.
13 травня прибули до Жовтих Вод 3,500 реєстровців водного відділу, які 4 травня під Микитиним Рогом (тепер поблизу Нікополя) перейшли на сторону повстанців. 14 травня під час переговорів Хмельницький і Потоцький-молодший (його змусили вести перемовини власні вояки) домовилися: коронярі передають козакам всю артилерію з порохом та клейноди, їм дають можливість відступити до Крилова. За даними польського дослідника Веслава Маєвського, після цього козаки зірвали перемовини, затримали послів Речі Посполитої (в тому числі Стефана Чарнецького), а козацькі заручники втекли. Насправді в табір приїхав сотник Кривоніс. Домовились про те, що він залишається в заручниках, а Стефан віддає всі гармати. Стефан розумів: без підтримки батька важко буде впоратись. Після цього коронярі почали пригощати козаків горілкою, в табір йшли козаки, їх поїли, однак надвечір не було ні козаків, ні заручників.
Веслав Маєвський писав — «15 травня кримці почали перемовини, вимагаючи особистої участі Стефана  Потоцького в них; він мав вести розмову з Тугай-беєм між таборами. Виїхавши на них, С. Потоцький в полі побачив, що це була пастка особисто для нього. Союзники (кримці) почали напад на табір противників, які заховались у відокремлених шанцях: одними командував Шемберк, іншими С. Потоцький. Напад був відбитий ціною значних втрат. Шемберк полишив свій шанець, перебираючись до іншого, був поранений».
Вночі з 15 на 16 травня військо Речі Посполитої вишикувалося для здійснення маршу до урочища Княжі Байраки в умовах козацького оточення не «табором» з возовою рухомою обороною, а в інший похідно-бойовий порядок — так званого «старого польського шикування». Це шикування мало вигляд великого, порожнього всередині кінного чотирикутника, готового з кожного боку до негайної кавалерійської атаки. Стефан Потоцький просунувся на 8—12 км уздовж урочища Княжі Байраки.
 Потоцький не здогадувався, що в його тилу проходить кримське військо. На шляху відходу Кривоніс перекопав дорогу, приготувався у засідці. Коли на світанку Стефан почав рух, позаду почувся дикий крик, хмара стріл. По опису очевидця, стріли нищили і нівечили людей і коней; перший напад був відбитий, другим табір урядовців було розірвано. Почавши бігти вперед, Стефан потрапив на загін Кривоноса. Почалась битва, у якій «вода змішалась з кров'ю».
Стефан був поранений (вогнепальна (або вогнепальні) та різані рани)), потрапив до кримського полону, помер від гангрени 19 травня. Врятувався тільки один жовнір, який переодягнувшись в селянина, подав знак батьку М. Потоцькому про загибель сина.

## Висновки
Битва на Жовтих Водах мала велике політичне і воєнне значення, адже стала першою великою перемогою Війська Запорозького під час Хмельниччини Перша перемога породила надії українського/руського народу до виходу з-під влади Речі Посполитої. Перехід реєстрових козаків (формально - зрада королю) на бік повстанців зробив вагомий внесок у перемогу військ повстанців. Надбанням військового мистецтва Богдана Хмельницького є застосування загону, сформованого з кримської кінноти, що прикривала головні сили козацької армії, i розгрому ворога частинами.

## Вшанування пам'яті
- Пам'ятник «Героям Визвольної війни» у місті Жовті Води.
- Вулиця Козацької Слави у місті Жовті Води.

### У літературі
- «Жовті Води». Історичне оповідання. (Островський Олелько)

### У музиці

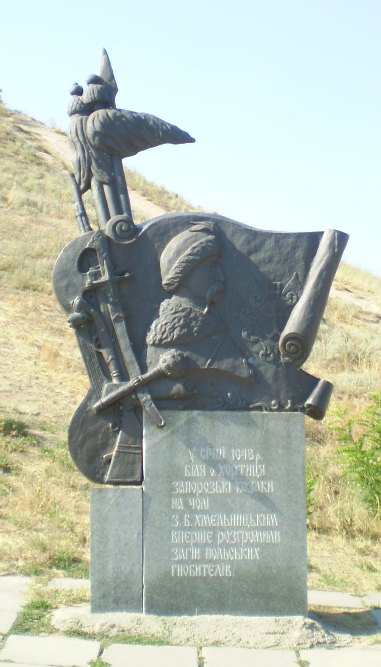
Монумент на честь розгрому запорізькими козаками на чолі з Б. Хмельницьким польських гнобителів у січні 1648 року

Картину поля битви опісля розгрому й загибелі польського війська змальовує епічна українська історична дума:
|  | Чи не той то хміль, що коло тичин в'ється? Гей, той то Хмельницький, що з ляхами б'ється. Гей, поїхав Хмельницький ік Жовтому Броду, Гей, не один лях лежить головою в воду. Не пий, Хмельницький, дуже той Жовтої Води: Іде ляхів сорок тисяч хорошої вроди. «А я ляхів не боюся і гадки не маю, За собою великую потугу я знаю, Іще й орду за собою веду: А все, вражі ляхи, на вашу біду». Утікали ляхи — погубили шуби… Гей, не один лях лежить, вищиривши зуби Становили ляхи дубовії хати, Прийдеться ляшенькам в Польщу утікати! Утікали ляхів де якії повки, Їли ляхів собаки і сірії вовки. Гей, там поле, а на полі цвіти,— Не по однім ляху заплакали діти. Гей, там річка, через річку глиця,— Не по однім ляху зосталась вдовиця! |

### У кінематографі
Битву під Жовтими Водами детально описано у фільмах:
- «Гетьман»;
- «Вогнем і мечем».

### У комп'ютерних іграх
Битва під Жовтими Водами детально описана в кампанії за Україну у грі «Козаки: Європейські війни».